# Scream (album Ozzy’ego Osbourne’a)
Scream – jedenasty album studyjny brytyjskiego wokalisty Ozzy’ego Osbourne’a. Wydany w czerwcu 2010 roku nakładem Epic Records. Nagrania zostały wyprodukowane przez Kevina Churko, który był również głównym kompozytorem. Był to również pierwszy album zrealizowany z udziałem gitarzysty Gusa G.
13 października 2010 roku album uzyskał status złotej płyty w Polsce sprzedając się w nakładzie 10 000 egzemplarzy.

## Wydanie i promocja
Album pierwotnie zatytułowany Soul Sucka został zmieniony w wyniku nacisków fanów wokalisty. Pierwszy singel zatytułowany „Let Me Hear You Scream”, który promował płytę miał premierę 14 kwietnia 2010 roku w odcinku serialu CSI: Kryminalne zagadki Nowego Jorku na antenie amerykańskiej stacji telewizyjnej CBS. Ponadto w ramach promocji do utworu został zrealizowany teledysk w reżyserii Jonasa Åkerlunda.
15 czerwca 2010 roku album został udostępniony za darmo do odsłuchania w formie digital stream na oficjalnym profilu MySpace Osbourne'a. Wydawnictwo miało premierę 11 czerwca 2010 roku w Europie, 22 czerwca w Stanach Zjednoczonych oraz 23 czerwca w Japonii nakładem wytwórni muzycznej Epic Records. Edycja japońska wydawnictwa została wzbogacona o kompozycję „Jump The Moon”.

## Lista utworów
Opracowano na podstawie materiału źródłowego.
1. „Let It Die” (Ozzy Osbourne, Kevin Churko, Adam Wakeman) – 6:05
2. „Let Me Hear You Scream” (Churko, Osbourne) – 3:25
3. „Soul Sucker” (Churko, Osbourne) – 4:34
4. „Life Won't Wait” (Churko, Osbourne) – 5:06
5. „Diggin’ Me Down” (Osbourne, Churko, Wakeman) – 6:03
6. „Crucify” (Osbourne, Churko, Kane Churko) – 3:29
7. „Fearless” (Osbourne, Churko, Wakeman) – 3:41
8. „Time” (Churko, Osbourne) – 5:31
9. „I Want It More” (Osbourne, Churko, Wakeman) – 5:36
10. „Latimer’s Mercy” (Churko, Osbourne) – 4:27
11. „I Love You All” (Osbourne, Churko, Wakeman) – 1:04
12. „One More Time” (iTunes Pre-Order Only) – 3:07
13. „Jump The Moon” (Japanese Bonus Track) – 2:54

## Twórcy
Opracowano na podstawie materiału źródłowego.
| - Ozzy Osbourne – wokal prowadzący, produkcja muzyczna - Gus G. – gitara prowadząca - Rob „Blasko” Nicholson – gitara basowa - Adam Wakeman – instrumenty klawiszowe - Tommy Clufetos – perkusja - Kevin Churko – produkcja muzyczna, inżynieria dźwięku, miksowanie | - Kane Churko – Pro Tools - Bob Ludwig – mastering - Meghan Foley – dizajn - Josh Cheuse – dizajn - Jeff Gilligan – dizajn - Jennifer Tzar – zdjęcia |

## Pozycje na listach
| Lista                     | Kraj              | Pozycja |
| ------------------------- | ----------------- | ------- |
| ARIA Charts               | Australia         | 11      |
| Ö3 Austria Top 40         | Austria           | 9       |
| Ultratop 50               | Belgia            | 99      |
| MegaCharts                | Holandia          | 57      |
| IFPI Greece               | Grecja            | 10      |
| Top 75                    | Irlandia          | 64      |
| Oricon                    | Japonia           | 11      |
| Billboard Canadian Albums | Kanada            | 4       |
| Listy GfK Entertainment   | Niemcy            | 7       |
| VG-Lista                  | Norwegia          | 9       |
| RIANZ                     | Nowa Zelandia     | 39      |
| OLiS                      | Polska            | 3       |
| Billboard 200             | Stany Zjednoczone | 4       |
| Rock Albums               | Stany Zjednoczone | 1       |
| Hard Rock Albums          | Stany Zjednoczone | 1       |
| Digital Albums            | Stany Zjednoczone | 5       |
| Schweizer Hitparade       | Szwajcaria        | 8       |
| UK Albums Chart           | Wielka Brytania   | 12      |
| Mahasz                    | Węgry             | 14      |